# Ekspert (czasopismo)
Ekspert (ros.: Эксперт) – rosyjski tygodnik, skupiający się na tematyce ekonomicznej i społeczno-politycznej. Ukazuje się od 1995 roku. Siedziba magazynu znajduje się w Moskwie. Redaktorem naczelnym jest członek i wiceprzewodniczący Izby Społecznej Federacji Rosyjskiej, dyrektor Instytutu Projektowania Społecznego Walerij Fadiejew. Zgodnie z poglądami Fadiejewa, który stoi na pozycji narodowego kapitalizmu, pismo nawołuje do aktywnej roli państwa w przestrzeni politycznej i gospodarczej.